# Coccoloba orizabae
Coccoloba orizabae är en slideväxtart som beskrevs av Gustav Lindau. Coccoloba orizabae ingår i släktet Coccoloba och familjen slideväxter. Inga underarter finns listade i Catalogue of Life.